# Dorylaimus paraobtusicaudatus
Dorylaimus paraobtusicaudatus is een rondwormensoort. De wetenschappelijke naam van de soort is voor het eerst geldig gepubliceerd in 1922 door Micoletzky.